# 迈迪瑙
迈迪瑙（匈牙利語：Medina），是匈牙利中部托尔瑙州所辖的一个村。村裏的大部分居民是馬扎爾人，還有傳統的少數民族塞爾維亞人和羅姆人。曾經屬於阿波尼家族的莊園大屋現在被經營成一家精品酒店。

## 歷史
最早的歷史記載是1394年此處爲教會財產。在1446年此處被稱作Mede。這個名字最初來自於古匈牙利語形容詞med（乾燥）。但也有可能它來自斯拉夫語的「med」，意思是「蜂蜜」。它現在的名字是由定居此地的塞爾維亞人命名的。今天，它是托爾瑙州唯一有少數民族塞族居住的地方。
村名與沙特阿拉伯城市、伊斯蘭教聖城麥地那無關，麥地那（المدينة）原意爲「城市」。
該村位於塞克薩德北部約20公里處，在Sió運河的右岸。它可以從塞德賴什的63號主幹道到達（4公里）。周邊的村莊有克萊什德、塞德賴什和上納瑙。总面积22.24平方公里，总人口825，人口密度37.1人/平方公里（2010年1月1日）。